# Vit spinnskål
Vit spinnskål (Arachnopeziza floriphila) är en svampart som tillhör divisionen sporsäcksvampar, och som beskrevs av Baral. Vit spinnskål ingår i släktet Arachnopeziza, och familjen Hyaloscyphaceae. Arten är reproducerande i Sverige.